# Championnats du monde de paracyclisme sur piste
Les championnats du monde de paracyclisme sur piste sont une manifestation sportive permettant de désigner les champions du monde dans les différentes disciplines et catégories du paracyclisme sur piste.
Les mondiaux 2023 sont organisés dans le cadre des premiers championnats du monde de cyclisme UCI à Glasgow, qui rassemblent tous les quatre ans treize championnats du monde de cyclisme dans différentes disciplines cyclistes.

## Éditions
| N° | Édition | Ville                     | Pays        | Date                 | Site                                   | Épreuves | Nations | Athlètes |
| -- | ------- | ------------------------- | ----------- | -------------------- | -------------------------------------- | -------- | ------- | -------- |
| 1  | 2006    | Aigle                     | Suisse      | 8-18 septembre       | Centre mondial du cyclisme             |          |         |          |
| 2  | 2007    | Bordeaux                  | France      | 19-27 août           | Vélodrome de Bordeaux                  |          |         |          |
| 3  | 2009    | Manchester                | Royaume-Uni | 4-8 novembre         | Vélodrome de Manchester                | 15       |         |          |
| 4  | 2011    | Montichiari               | Italie      | 11-13 mars           | Vélodrome Montichiari                  | 13       |         |          |
| 5  | 2012    | Los Angeles               | États-Unis  | 9-12 février         | ADT Event Center                       | 13       |         |          |
| 6  | 2014    | Aguascalientes            | Mexique     | 10-13 avril          | Vélodrome Bicentenario Aguascalientes  | 14       |         |          |
| 7  | 2015    | Apeldoorn                 | Pays-Bas    | 26-29 mars           | Omnisport Apeldoorn                    | 15       | 30      | 156      |
| 8  | 2016    | Montichiari               | Italie      | 17-20 mars           | Vélodrome Montichiari                  | 31       | 31      | 172+43   |
| 9  | 2017    | Los Angeles               | États-Unis  | 2-5 mars             | VELO Sports Center                     | 29       | 20      | 74+19    |
| 10 | 2018    | Rio de Janeiro            | Brésil      | 22-25 mars           | Vélodrome olympique de Rio             | 31       | 28      | 155+37   |
| 11 | 2019    | Apeldoorn                 | Pays-Bas    | 14-17 mars           | Omnisport Apeldoorn                    | 37       | 36      | 192+43   |
| 12 | 2020    | Milton                    | Canada      | 30 janvier-2 février | Vélodrome de Milton                    | 40       | 31      | 159+40   |
| 13 | 2021    | Rio de Janeiro            | Brésil      | 25-28 mars           | Vélodrome olympique de Rio             | annulé   | annulé  | annulé   |
| 14 | 2022    | Saint-Quentin-en-Yvelines | France      | 20-23 octobre        | Vélodrome de Saint-Quentin-en-Yvelines | 48       | 38      | 174+37   |
| 15 | 2023    | Glasgow                   | Royaume-Uni | 3-8 août             | Vélodrome Sir Chris Hoy                | 48       |         |          |
| 16 | 2024    | Rio de Janeiro            | Brésil      | 20-24 mars           | Vélodrome olympique de Rio             | 48       |         |          |
| 17 | 2025    | Rio de Janeiro            | Brésil      | 16-19 octobre        | Vélodrome olympique de Rio             |          |         |          |